# Lex provinciae
Las lex provinciae es la denominación latina para las leyes provinciales. Eran ordenamientos jurídicos que Roma otorgaba a un territorio una vez que había sido conquistado y sometido. En este ordenamiento, lex provinciae, se contemplaban las atribuciones del magistrado, para ello el Senado solía enviar una comisión de diez senadores, quienes, de acuerdo con la autoridad militar, establecían el régimen jurídico de la circunscripción en el año 133 a. C.
Como forma de proceder, puede señalarse que en 132 a. C., es cuando se considera toda Hispania pacificada, el Senado romano envió una comisión de diez senadores que establece la lex o formula provinciae en la que se fijaban la condición, privilegios, cargas y organización de todas y cada una de las comunidades de la provincia.
Se pueden señalar como ejemplos de leyes provinciales:
- lex Rupilia para Sicilia;
- lex Pompeia para Bitinia.